# Індекс дистанціювання влади

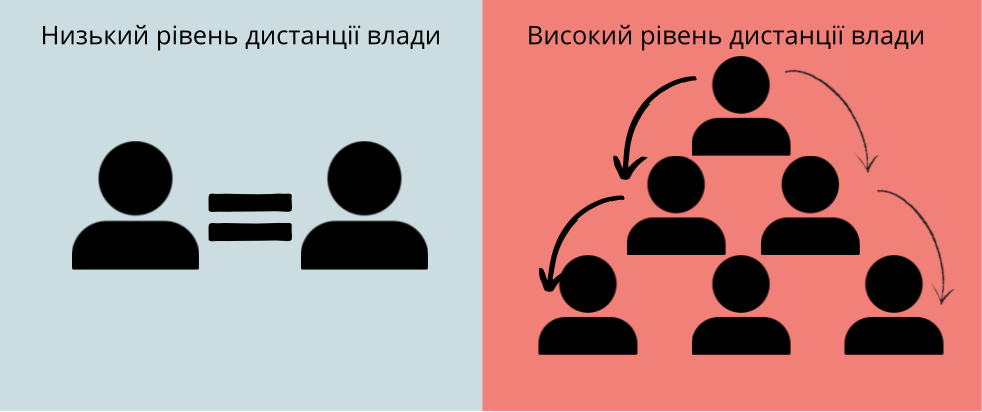

Індекс дистанції влади (англ. Power Distance Index, PDI) — характеристика суспільства, яка описує жорсткість існуючої в його соціальній ієрархії та ступінь прийняття такої ієрархії членами цього суспільства. Індекс описує не тільки наявність ієрархії, скільки її вплив на взаємодію між людьми та на соціальне функціонування інститутів. Термін був введений у 1970-х роках нідерландським соціологом Гертомом Хофстеде на основі масштабного міжкультурного дослідження, проведеного їм у 1967—1973 роках у понад 70 країнах світу.
Під ієрархією в цьому контексті розуміється нерівномірний розподіл влади та повноважень усередині соціальної групи, і індекс дистанції влади характеризує ставлення членів соціуму до такої нерівномірності — наскільки члени суспільства, позбавлені влади, приймають існуючу ієрархію та поводяться відповідно до неї.
Введення терміна «індекс дистанції влади» свідчить про відкриття важливого крос-культурного феномену. Дослідження Хофстеде показало, що носії різних культур, навіть перебуваючи у межах тих самих типів соціальних ієрархій (наприклад, начальник — підлеглий, вчитель — учень, літній — юнак та інших.), демонструють різне поведінка і різні патерни взаємодії. Як показали подальші дослідження, ці культурні патерни мають прямий вплив на ефективність роботи організацій, продуктивність праці та навіть суспільну безпеку.

## Поняття дистанції влади
Дистанція влади — це нерівний розподіл влади між сторонами та рівень прийняття цієї нерівності; чи то в сім'ї, чи то на робочому місці, чи то в інших організаціях. Поняття використовується в культурологічних дослідженнях для розуміння відносин між людьми з різною владою, а також впливу, який це має на суспільство. Його ввів у 1970-х роках Ґерт Гофстеде, який у своїх працях виклав низку культурних теорій. Члени владної мережі можуть приймати або відкидати дистанцію влади в культурних рамках інституції, і для вимірювання рівня прийняття був створений Індекс дистанції влади , який може бути низьким, помірним або високим. Теоретично вважається, що демократичні уряди найчастіше виникають у суспільствах з низьким рівнем дистанції влади, де беззаперечні ієрархії не вкорінюються в ранньому віці, як це зазвичай буває в суспільствах з високим рівнем дистанції влади.

## Розвиток та дослідження теорії
Герт Хофстеде — нідерландський психолог і професор. У 1960-1970-х роках він проводив дослідження в International Business Machines Corporation, багатонаціональній компанії з виробництва комп'ютерів, яке стало основним внеском у розробку теорії культурних вимірів.
У ході дослідження Хофстеде роздав анкети різним працівникам IBM у різних країнах щодо ціннісних відмінностей у компанії. Він спостерігав за різними рівнями дистанції влади та стилями управління і теоретично обґрунтував чотири культурні виміри: індивідуалізм/колективізм, маскулінність/фемінінність, дистанція влади та уникнення невизначеності. Пізніші дослідження привели до відкриття п'ятого та шостого вимірів. Китайські соціологи визначили довгострокову/короткострокову орієнтацію як п'ятий вимір, а репліка дослідження Хофстеде визначила шостий: поблажливість/стриманість. Ці виміри були описані в його популярній праці «Наслідки культури».
Хофстеде створив інструмент для вимірювання дистанції влади. Індекс дистанції влади вимірює, якою мірою країна, організація чи установа приймає розподіл влади і повноважень; він може бути високим, помірним або низьким.
Хофстеде розробив теорію культурних вимірів, яка широко використовується як важлива основа для міжкультурної комунікації. Це найперша теорія, яка піддається кількісній оцінці і використовується для пояснення сприйняття відмінностей між культурами, а також широко застосовується в багатьох галузях, особливо в крос-культурній психології, міжнародному бізнесі та міжкультурній комунікації. Вона була розроблена за допомогою статистичної процедури «факторного аналізу» на основі результатів глобального дослідження цінностей співробітників IBM, проведеного в 1967 і 1973 роках.
Дослідження припускають, що дистанція влади може варіюватися від культури до культури, що може бути особливо поширеним у міжнародних корпораціях. Дослідження, проведене Сяошуан Лін (Xiaoshuang Lin) та ін., показало, що працівники більш схильні висловлюватися під керівництвом лідерів, яких працівники вважають покірними. Покірність — риса, яка часто асоціюється з культурами з низькою дистанцією влади. Дослідження показало, що самосприйняття влади працівником визначає не лише його голос на робочому місці, але й покірність його керівника. Таке середовище також буде схоже на вимір колективізму, який запропонував Хофстеде.

## Індекс дистанції влади (PDI)
Індекс дистанції влади призначений для вимірювання того, наскільки різниця у владі в суспільстві, організації та інституціях сприймається менш впливовими членами. Індекс присвоює бали кожній країні, що вказує на рівень дистанції влади та залежних відносин. PDI також відображає рівень нерівності в суспільстві, який визначається знизу, а не зверху. PDI використовує відносні величини; він корисний лише при порівнянні країн.
Хофстеде виводить показники дистанції влади для трьох регіонів і п'ятдесяти країн на основі відповідей, наданих працівниками IBM, які займають однотипні посади, на ті ж самі запитання. Індекс PDI розраховувався за формулою:
1. Підготовка трьох запитань для опитування:
- Як часто, з досвіду працівників, вони боялися висловлювати незгоду зі своїми керівниками? (середній бал за шкалою від 1 до 5 від «дуже часто» до «дуже рідко»)[17].
- Сприйняття підлеглими фактичного стилю прийняття рішень їхнім керівником (відсоток тих, хто обрав опис автократичного або патерналістського стилю з чотирьох можливих стилів плюс «жоден з цих стилів»)[17].
- Вподобання підлеглих щодо стилю прийняття рішень їхнім керівником (відсоток тих, хто віддає перевагу автократичному або патерналістському стилю, або стилю, що базується на більшості голосів, але не консультативному стилю)[17].

2. Попереднє кодування відповідей у вигляді чисел (наприклад, 1, 2, 3, 4…)
3. Обчислення середнього балу для відповідей однакових вибірок людей з кожної країни або відсотка, який обрав певну відповідь
4. Сортування запитань за групами — відомими як кластери або фактори — за допомогою статистичної процедури
5. Додавання або віднімання трьох оцінок після множення кожної з них на фіксоване число
6. Додавання ще одного фіксованого числа

Хофстеде виявив, що емоційна дистанція є відносно невеликою в культурах з низьким PDI. Між очікуванням і прийняттям влади існують більш демократичні або консультативні відносини. Люди відносно взаємозалежні від носіїв влади, і існує відносно низька нерівність у розподілі влади між людьми. За цих обставин децентралізована влада і пласка структура управління є поширеною, але не універсальною, що передбачає, що керівники і підлеглі в середньому будуть відносно менше перейматися статусом, а розподіл відповідальності за прийняття рішень є широким. Політика «відкритих дверей» впроваджується частіше, що призводить до того, що особи вищого рангу стають більш сприйнятливими до осіб нижчого рангу, а підлеглі — більш схильні оскаржувати або вносити пропозиції своєму керівництву. Прикладами країн з низьким PDI є Нідерланди, Велика Британія, США, Німеччина та скандинавські країни.
У культурах з високим PDI владні відносини є патерналістськими та автократичними, існує централізована влада; між людьми на різних рівнях ієрархії існує великий розрив або емоційна дистанція, яка сприймається як така, що існує між людьми на різних рівнях ієрархії. Існує значна залежність (також відома як контрзалежність) від осіб, які мають владу. На робочому місці підлеглі готові змиритися зі своїм нижчим становищем, а начальство може не вимагати від них широкої участі в процесі прийняття рішень.
Культури з високим рівнем PDI зазвичай приймають автократичний стиль керівництва, що означає, що підлеглі навряд чи будуть прямо звертатися до своїх начальників і суперечити їм. Країни з високим рівнем культури дистанції влади зазвичай вважають, що в нерівності немає нічого поганого, і що кожен займає певне місце в суспільстві. Китай, Бельгія, Франція, Малайзія та арабський світ вважаються прикладами країн або регіонів з високою культурою PDI.
Дослідження Хофстеде обмежене двома факторами: нейтралізацією та аналізом незахідних країн за західною методологією. Кожен етап дослідницького процесу робить нейтральне нейтральним. Опитувальник відображає велику дистанцію влади: його питання були явно розроблені для вирішення нормативних проблем дослідників; він в першу чергу слугував інтересам тих, хто потребував порівняльного аналізу і створював його шляхом «нав'язування культурно відмінної осі порівняння» різним працівникам. Крім того, опитувальник використовував західну методологію для аналізу незахідних країн і був відносно вибірковим у представленні нерівності всередині західних країн. Наприклад, PDI зосередився на відносинах між керівником і підлеглим, що можна вважати упередженим, оскільки він ігнорує інші форми західної нерівності. Очевидно, питання не змогли виміряти расову, колоніальну та ширшу класову нерівність, яку слід брати до уваги при вимірюванні дистанції влади[джерело не вказано].

## Дослідження GLOBE
Після Хофстеде проект «Глобальна ефективність лідерства та організаційної поведінки» (Global Leadership and Organizational Behavior Effectiveness, GLOBE) визначив «дистанцію влади» як «ступінь, до якого члени організації або суспільства очікують і погоджуються з тим, що влада повинна розподілятися нерівномірно». Дистанцію влади було проаналізовано як один з дев'яти культурних вимірів, описаних у дослідницькій програмі GLOBE, яка була започаткована в 1990 році Робертом Хаусом з Уортонської школи бізнесу Університету Пенсильванії.
Враховуючи припущення, що ефективність лідера є контекстуальною, дослідження проводилося, виходячи з того, що соціальні та організаційні цінності, норми та переконання тих, ким керують, тісно пов'язані з ефективністю лідера. GLOBE вимірює практики та цінності, які існують на рівнях галузі (фінансові послуги, харчова промисловість, телекомунікації), організації (по декілька в кожній галузі) та суспільства (62 культури). [Результати представлені у вигляді кількісних даних, заснованих на відповідях близько 17 000 менеджерів з 951 організації, що функціонують у 62 суспільствах по всьому світу, які показують, як кожне з 62 суспільств оцінює дев'ять основних атрибутів культур, включаючи дистанцію влади, і шість основних моделей поведінки глобальних лідерів.
Щодо дистанції влади, GLOBE досліджує культурні впливи на цінності, практики та інші аспекти дистанції влади, включаючи «Коріння дистанції влади», «Психологічний потік і влада» та «Крос-культурний потік і дистанція влади». Вона також досліджує, як навчають цінностям сімейної влади, і порівнює суспільства з високим і низьким рівнем дистанції влади.
При обговоренні «Крос-культурного потоку та дистанції влади» окремо пояснюються чотири основні фактори, що впливають на рівень дистанції влади в суспільстві: домінуюча релігія або філософія, традиції демократичних принципів правління, існування сильного середнього класу та частка іммігрантів у населенні суспільства. Між цими чотирма фундаментальними феноменами існують зв'язки, але дослідження дійшло висновку, що основні переконання, цінності та релігія суспільства матимуть найсильніший і найтриваліший вплив на дистанцію влади, який певною мірою пом'якшується демократичними традиціями та наявністю сильного середнього класу. Очікується, що обидва фактори скоротять дистанцію влади. Нарешті, велика частка іммігрантів у суспільстві посилює тенденцію до скорочення дистанції влади за всіх вищезгаданих обставин. У дослідженні також робиться висновок, що незалежно від релігії, будь-яке суспільство, яке не має традицій демократії або значного середнього класу, матиме суттєво високі рівні дистанції влади.

## Дослідження іншими авторами
Мейсон Хейр, Едвін Гізеллі та Лайман Портер дослідили відмінності у вподобаннях щодо влади в різних культурах і отримали чудові результати, ще не згадуючи про концепцію дистанції влади. Вони провели своє дослідження за допомогою опитувальника, який базувався на модифікованій версії ієрархії потреб Маслоу. Метою опитувальника було оцінити, наскільки менеджери з 14 країн були задоволені своїми потребами, коли вони перебували на своїх нинішніх посадах. Вимірами, пов'язаними з дистанцією влади в різних культурах, в анкеті були автономія та самоактуалізація.
Відповідно до відповідей на запитання анкети, 14 країн були об'єднані в п'ять основних груп, які Хейр та ін. назвали північноєвропейськими (Данія, Німеччина, Норвегія та Швеція), латиноєвропейськими (Бельгія, Франція, Італія та Іспанія), англо-американськими (Англія та США), країнами, що розвиваються (Аргентина, Чилі та Індія), та Японією. В аналізі використовувалися різні середні стандартизовані бали, які п'ять груп представили щодо автономії та самореалізації; позитивні цифри описують більше задоволення потреб, ніж у середньостатистичного менеджера в усіх 14 країнах, тоді як негативні цифри описують меншу задоволеність.
Ще одне велике дослідження дистанції влади провів Маук Малдер. Воно ґрунтувалося на припущенні, що чим менше дистанція влади в суспільстві, тим більше незахищені верстви населення прагнутимуть відкинути свою залежність від влади. Лабораторні експерименти Малдера в соціальному та організаційному контексті Нідерландів, культури з низькою дистанцією влади, показали, що люди намагаються прагнути до «скорочення дистанції влади»:
- Більш привілейовані особи, як правило, намагаються зберегти або розширити свою дистанцію влади від підлеглих.
- Чим більша дистанція влади від підлеглого, тим більше носій влади намагається збільшити цю дистанцію.
- Менш впливові особи намагаються зменшити дистанцію влади між собою і начальством.
- Чим менша дистанція влади, тим більша ймовірність того, що менш впливові особи намагатимуться зменшити цю дистанцію.

## Дистанція влади у крос-культурному середовищі
Дистанція влади є важливим виміром у крос-культурному середовищі, оскільки вона несвідомо впливає на поведінку людей у різних країнах, що сприяє формуванню так званих «культурних норм», які певною мірою формуються під впливом сприйняття та прийняття владної нерівності. Ці «культурні норми» призводять до різних реакцій, коли люди стикаються з однаковими ситуаціями або в однаковому середовищі. Однак існують певні наслідки, які є результатом мовчазної згоди з нерівністю в організаціях і суспільствах, особливо для країн з великою дистанцією влади.

### Вплив на стиль управління
В організаціях з високою дистанцією влади працівники визнають своє нижче становище, шанобливо і покірно ставляться до своїх керівників, які, в свою чергу, більш схильні віддавати накази, а не радитися зі своїми підлеглими при прийнятті рішень. Символи статусу часто демонструються та виставляються напоказ. Роботодавці або менеджери не обідають разом зі своїми підлеглими, а також можуть мати окремі приміщення, такі як кімнати, паркінги або ліфти. Високий рівень освіти є важливим для просування корпоративними сходами, а члени організації, які займають вищі посади, часто отримують набагато більше, ніж їхні підлеглі, якщо порівнювати з компаніями з меншою владною дистанцією.
В організаціях з низькою дистанцією влади керівники не так переймаються символами статусу і є більш відкритими до обговорення та участі працівників. Працівники менш покірні своєму керівництву і більш схильні до того, щоб бути почутими або кинути виклик керівництву.

### Взаємозв'язок між лідерством і мовною поведінкою
Здатність працівників висловлюватися описується як їхня голосова поведінка та експресія, яка залежить від стилю лідерства, а також від дистанції влади. Шенг-Мін Лю та Цзянь-Кяо Ляо розробили анкету, в якій попросили 495 підлеглих (інженерів) та 164 керівників (старших інженерів та менеджерів проектів) визначити результат голосової поведінки підлеглих на основі стилю лідерства, на який впливає дистанція влади через близькість і структуру цих культур. Дослідження показало, що лідери з низькою дистанцією влади сприяють створенню середовища, орієнтованого на зміни, в якому підлеглі можуть обговорювати свої ідеї та проблеми, що викликає у них захоплення.
Дослідження виявило, що в компаніях з високим індексом дистанції влади підлеглі підкоряються розриву між ними та їхніми керівниками і рідко взаємодіють зі своїми начальниками. Дослідження також підтверджує, що ідеї та рішення в цьому індексі дистанції влади надаються їм їхніми керівниками, тому для тих, хто перебуває на дистанції влади, здається суперечливим говорити про свої проблеми або ідеї, оскільки вони звикли до керівництва.Суперечливість індексу дистанції влади свідчить про те, що він послаблює стосунки між керівником і підлеглими, спричиняючи брак вираження. Таким чином, поведінка та самовираження залежать від трансформаційного стилю керівництва, який часто спостерігається в культурах з низькою дистанцією влади. Дослідження робить висновок, що стиль керівництва, який базується на культурі дистанції влади, корелює з інструментами, які надаються працівникові, щоб висловити свою думку у своєму середовищі.

### Вплив на поведінку працівників
У бізнесі дистанцію влади можна визначити як прийняття (працівниками) відносин між найвищими та найнижчими за рангом членами організації. Дослідження показали, що працівники на робочих місцях з низькою дистанцією влади безпосередньо впливають на розподіл влади в офісі.

Частково це може бути пов'язано з тим, що працівники мають більше влади (а отже, і більше свободи вносити зміни), ніж в умовах дистанційної роботи з високим рівнем влади. Крім того, було висловлено припущення, що для працівників, які працюють в умовах дистанційної роботи з високою владою, спостерігається протилежна картина: їхні керівники не надто відрізняються за своїм становищем. На це може впливати культура, оскільки працівники нижчої ланки в культурі з високою дистанцією можуть бути не в змозі мати значний вплив на своє робоче місце.
У регіонах з високою дистанцією влади люди на вищих посадах мають великий обсяг влади без особливих викликів. Ієрархія і повноваження надають роботодавцям і керівникам більше прав щодо розподілу ресурсів, винагород і покарань, що зміцнює їхній статус і дозволяє їм авторитарно керувати і направляти своїх підлеглих. Ієрархічна диференціація між верхами і низами поступово створює невидимий розрив на робочому місці, де підлеглі схильні проявляти більшу чутливість і обережність у спілкуванні зі своїми керівниками.
Поширеним явищем є те, що молодші працівники звертаються до старших за допомогою та порадою, коли потрапляють у нове середовище. Проте деякі дослідники нещодавно засвідчили, що працівники та молодший персонал з країн з великою відстанню між державами менш схильні звертатися за допомогою до своїх керівників. Однією з причин є те, що працівники нижчого рангу мають мало шансів і часу на особисту зустріч з керівниками вищого рангу, оскільки підлеглі, як правило, можуть зв'язатися лише зі своїми безпосередніми керівниками. Також поширена думка, що підлеглі, які просять про допомогу, прирівнюються до некомпетентності або відсутності здібностей, що ставить їх у несприятливі обставини. Деякі керівники, які не здатні вирішувати складніші проблеми, починають підозріло ставитися до своїх підлеглих, розглядати проблеми як виклик їхньому статусу і можливостям або навіть як приниження з боку нижчих за рангом співробітників.Такий клімат поступово зміцнює у працівників думку про те, що ефективніше і результативніше справлятися з труднощами самостійно, а не розмовляти зі своїми керівниками.
У середовищі з високим рівнем дистанції керівники схильні приділяти більше уваги завданням, а не працівникам, які є основним об'єктом уваги керівників у середовищі з низьким рівнем дистанції.
Очевидно, що орієнтація на завдання робить сильний акцент на щоденному виконанні роботи та ефективності роботи, але відносини зверху вниз розвиваються набагато повільніше, оскільки бракує спілкування поза роботою, що, в свою чергу, зменшує готовність підлеглих звертатися за допомогою до керівників. Порівняно з країнами з низькою дистанцією влади, рівність сприймається суспільством, де влада зведена до мінімуму, де авторитет та ієрархія не підкреслюються, а керівники доступні та готові будувати близькі стосунки з підлеглими, чиї занепокоєння з приводу будь-якої шкоди відкидаються, коли вони звертаються за допомогою до керівництва.
Переконання працівників щодо процедурної справедливості, яка визначається як рівень справедливого ставлення керівництва організації до працівників, формує характер їхніх стосунків з владою. Справедливе ставлення на робочому місці залежить від трьох встановлених критеріїв: гендерної приналежності, довіри до керівництва та виконання психологічного контракту — уявлення працівника про те, що він отримає вигоди, які йому обіцяє робоче місце. На сприйняття працівниками процедурної справедливості впливають дистанція влади та стать. У культурах з низькою дистанцією влади працівники, швидше за все, мають сильні особисті зв'язки і краще розуміють владу, з якою вони мають справу. Негативна поведінка в культурі з низькою дистанцією влади зростає, коли організації ставляться до них погано, оскільки їм бракує рис покірного підкорення перед владою.
Таким чином, у культурах з низькою дистанцією між владою та підлеглими відносини між працівниками та керівниками окреслюються процедурною справедливістю та довірою до влади. На противагу цьому, працівники в культурах з високою дистанцією влади менш схильні бути собою в оточенні керівництва; вони також менш чутливі до образливих зауважень і більш схильні приймати помилкові дії з боку керівництва без урахування справедливого ставлення (процесуальна справедливість). Як у культурах з низькою, так і з високою дистанцією влади, вони сприймають справедливе ставлення як виконання психологічного контракту, укладеного в рамках організації.

### У благодійній поведінці
Згідно з дослідженнями, люди з країн з високою дистанцією влади загалом менш відповідально ставляться до благодійності, ніж люди з країн з низькою дистанцією влади. Пояснення цього явища полягає в тому, що вкорінене сприйняття і прийняття нерівності певним чином знижує їхню чутливість до будь-яких несправедливих або невідповідних ситуацій, які вони можуть вважати нормальними соціальними обставинами і просто приймати їх, замість того, щоб щось змінювати. У підсумку, що більше нерівності вони приймають, то менше невідповідностей вони помічають і то меншу відповідальність зрештою беруть на себе. Наслідком цього є висока дистанція влади, що збільшує розрив між людьми з точки зору стосунків і матеріального становища.
І навпаки, люди в країнах з низькою дистанцією влади більш чутливі до будь-яких явищ нерівності, а їхнє неприйняття дисонансу наділяє їх більшим почуттям відповідальності за особисту адаптацію або виправлення проблем.

### Вплив контрольованих/неконтрольованих потреб
Типи потреб впливають на благодійну поведінку людей незалежно від їхнього походження з точки зору дистанції влади. Потреби, що виникають, поділяються на контрольовані та неконтрольовані, де виникнення перших пов'язане з браком зусиль, тоді як другі виникають внаслідок непередбачуваних подій, таких як стихійні лиха. Здатність людей контролювати ситуацію впливає на те, як вони реагуватимуть на зростаючі потреби.
Рівень дистанції влади впливає на реакцію суспільства на потреби, які можна контролювати. Люди з високим рівнем дистанції влади сприймають більшість проблем як законну нерівність, не бажають втручатися у «проблеми» і зазвичай ігнорують їх. І навпаки, суспільства з низькою дистанцією влади нетерпимі до несправедливості і більш схильні докладати зусиль для усунення дисонансу за будь-якої можливості.
Люди, як правило, більш чуйні і готові допомогти, коли інші страждають від неконтрольованих обставин. Передбачається, що люди вважають, що допомога на неконтрольовані потреби не сильно змінить суспільну справедливу нерівність, а отже, щедре сприяння і допомога буде запропонована тим, хто її потребує, незалежно від дистанції влади За таких обставин, швидше за все, підвищується почуття обов'язку, і люди схильні до благодійної поведінки.

### Вплив норм взаємовідносин у громаді/обміну
Норми взаємовідносин, що стоять за потребами, також впливають на почуття відповідальності. Типи відносин в основному класифікуються як відносини обміну, в яких люди очікують на розумні привілеї або вигоди в обмін на надання допомоги; і суспільні відносини, в яких ті, хто надає допомогу, щиро і щедро піклуються про тих, хто її потребує, не очікуючи взаємності. Згідно з дослідженнями, люди частіше відмовляють у допомозі, коли стикаються з потребами, пов'язаними з відносинами обміну, ніж з потребами, пов'язаними з суспільними відносинами. У зв'язку з цим Карен Пейдж Вінтеріх та Іньлун Чжан рекомендують благодійним організаціям у країнах з великою відстанню до центру влади наголошувати на важливості неконтрольованих потреб або важливих норм суспільних відносин, завдяки яким населення легше мотивувати до зміни ситуації з соціальною нерівністю.

## Приклади культур з високою та низькою дистанцією влади та їхні наслідки
Дистанція влади впливає на культури в усьому світі та на взаємодію різних культур між собою.
Малайзія — країна з високими показниками PDI. Через високу дистанцію влади в цій культурі не можна ставити під сумнів можновладців, таких як менеджери, професори чи урядовці, тому що авторитет цінується, а влада розподіляється нерівномірно. Якщо порівняти цю країну зі Сполученими Штатами, країною з нижчим індексом дистанції влади, то можна виявити багато відмінностей. Сполучені Штати, маючи помірну дистанцію влади, дозволяють людині ставити запитання професору або висловлювати ідеї начальнику.
У зв'язку з багатьма змінами та досягненнями в сучасному світі, деякі організації розширили свою діяльність на глобальному рівні і відправляють працівників з країни в країну або студентів за кордон. Якщо американський менеджер поїде в Малайзію, щоб керувати компанією, він зіткнеться з ситуаціями, які будуть несподіваними для нього самого. Американський менеджер може запитати у працівників їхню думку про те, як щось зробити або покращити, а малайзійці можуть просто сидіти і мовчати, бо не відчувають, що мають на це повноваження.
Єгипет — ще одна країна з високими показниками Індексу дистанції влади. Студенти в цій країні, як правило, поважають своїх професорів і не ставлять їм під сумнів. У країні також існують іспити, які визначають, чи може студент продовжувати навчання; таким чином створюється рівень авторитету, який неможливо перевершити, якщо не зробити все правильно. Студенти з цієї країни, порівняно зі студентами Канади, країни з нижчим показником Індексу дистанції влади, не можуть ставити під сумнів оцінку, яку їм виставляє професор. Тому для досягнення успіху їм потрібні чіткі вказівки щодо того, чого від них очікують. Багато іноземних студентів відчувають культурний шок, коли навчаються за кордоном, наприклад, у Сполучених Штатах. Вони можуть бути незнайомі з різними речами, такими як відмінності в академічному письмі в Америці або неформальність певних стосунків з «авторитетними особами», такими як професори.